# Smardzewo (osada leśna w powiecie płońskim)
Smardzewo – osada leśna w Polsce położona w województwie mazowieckim, w powiecie płońskim, w gminie Sochocin.
W latach 1975–1998 miejscowość należała administracyjnie do województwa ciechanowskiego.